# 林聰標
林聰標（英語：LIN Tzong-biau，1936年—1998年11月12日），臺灣数理经济学家。

## 生平
1936年出生在台湾台中州，1960年毕业于国立台湾大学经济系，1962年进入弗莱堡大学攻读硕士和博士学位。林氏早於1965年已入職香港中文大学新亚书院，出任會計學副講師一職（後升為經濟學講師），並於1985年8月至1992年7月出任新亚书院院长。在其任內，促成了在新亞圓形廣場刻上畢業生芳名的傳統（其後部分書院亦仿傚），並於1988年倡議將樂群館（樂群館梁雄姬樓）以唐君毅冠名，但後遭香港中文大學校董會否決。
1998年11月12日在台湾台中市病逝，享年62岁。

## 著作
- 《计时及数理经济学》